# Isco
Pour les articles homonymes, voir Alarcon et Suárez.
Ne doit pas être confondu avec Dernière orbite circulaire stable (ISCO).
Alarcón  Suárez est un nom espagnol. Le premier nom de famille, en général paternel, est Alarcón ; le second, en général maternel, souvent omis, est Suárez.
Francisco Román Alarcón Suárez, surnommé Isco, né le 21 avril 1992 à Benalmádena en Espagne, est un footballeur international espagnol qui évolue au poste de milieu offensif ou d'ailier au Real Betis.
Il est l'un des grands artisans du succès madrilène en Ligue des champions lors des victoires entre 2014 et 2018 où le club en gagne quatre en cinq ans, marquant ainsi l'ère du foot espagnol grâce à cet exploit. Isco est le milieu espagnol type des années 2000, inspiré de la génération de Andrés Iniesta et Xavi Hernández, c'est un joueur très technique avec une très bonne vision de jeu.

## Biographie

### Formation au Valence CF
Francisco Román Alarcón Suárez naît le 21 avril 1992 à Benalmádena, dans la province de Malaga, en Andalousie.
Il intègre le centre de formation du Valence CF à l'âge de 13 ans. Jusque-là, Isco avait porté les couleurs de l'équipe de son quartier, l'Atlético Benamiel. Le 11 novembre 2010, le joueur s'est fait connaître du grand public de Mestalla lors du match retour des huitièmes de finale de la Copa del Rey entre Valence CF et UD Logroñés, il aide son équipe à s'imposer 4-1 en marquant un doublé. Le 24 novembre suivant, il joue son premier match en Ligue des champions, lors de la phase de groupe face à Bursaspor. Il entre en jeu à la place de Roberto Soldado et son équipe s'impose largement par six buts à un ce jour-là.

### Révélation et explosion à Málaga CF
Lors du mercato estival 2011, Málaga CF, après avoir déjà enrôlé Joaquín au club "Che", l'achète au prix de 7 millions d'euros. Il joue son premier match sous ses nouvelles couleurs le 11 septembre 2012 contre le Grenade CF, en championnat. Il entre en jeu à la place de Diego Buonanotte lors de cette rencontre remportée par son équipe (4-0 score final). Isco parvient à s'imposer dans la formation andalouse aux côtés de son ancien coéquipier à Valence, Joaquín. Isco réalise une bonne première saison à Malaga formant un bon trio avec Santi Cazorla et Joaquín. Il terminera la saison avec cinq réalisations et trois passes décisives.
Lors de la saison 2012-2013, Isco dispose de plus de liberté sur le terrain à la suite du départ de Santi Cazorla. Le 18 septembre 2012, face au Zénith Saint-Pétersbourg en Ligue des champions, il s'offre un doublé et marque ses premiers buts dans la compétition. Puis il enchaîne les bonnes performances en marquants des buts contre le Real Madrid CF et le Valence CF.
En décembre 2012, Isco est élu Golden Boy 2012 (prix du meilleur jeune joueur évoluant en Europe).
Le 13 mars 2013, Isco marque le premier but de Málaga contre le FC Porto en Ligue des champions ce qui permet à Málaga de rester dans la course aux quarts de finale après la défaite lors du match aller. Málaga s'impose finalement 2-0 et se qualifie pour les quarts de finale de la Ligue des champions. Isco et ses coéquipiers se font éliminer en quarts de finale de la Ligue des champions face au Borussia Dortmund avec deux buts polémiques après la 90e minute.
Avec 12 buts et 6 passes décisives toutes compétitions confondues lors de l'exercice 2012-2013, Isco est le grand artisan de la saison de Málaga qui se hisse jusqu'en quarts de finale de la Ligue des champions pour leur première participation dans la compétition.

### Real Madrid CF
Le 27 juin 2013, Isco devient officiellement un joueur du Real Madrid et est présenté au public du Real Madrid au stade Santiago-Bernabéu, le montant du transfert s'élève à 27 millions d'euros plus 3 millions en bonus. La veille de l'officialisation du transfert, Florentino Pérez, président du Real Madrid, confirme que le joueur sera transféré à Madrid,. Après avoir gagné des points lors de sa bonne pré-saison, il est titularisé le 18 août 2013 lors de la première journée de championnat et en profite pour inscrire son premier but en Liga BBVA de la tête lors de son premier match officiel avec le Real Madrid sur un centre de Marcelo, pour une victoire 2-1 face au Real Betis Balompié. Il effectue également sa première passe décisive avec son nouveau club, offrant ainsi le premier but de la saison à Karim Benzema. Lors de la troisième journée de championnat face l'Athletic Bilbao, Isco inscrit un doublé et est élu « Homme du match »,. Le 17 septembre 2013, lors de sa première apparition en Ligue des champions sous le maillot du Real Madrid, Isco marque et délivre une passe décisive à Cristiano Ronaldo contre Galatasaray SK (victoire 6-1). Après de très bons débuts avec le maillot madrilène, Isco est relégué sur le banc à la suite du changement tactique de Carlo Ancelotti qui laisse tomber son 4-2-3-1 pour un 4-3-3 avec des milieux de terrain plus travailleurs. Isco fait son retour dans le onze de départ face à l'UD Almería et en profite pour inscrire un but lors de la victoire 5-0 du Real Madrid. Il marque lors du match suivant en ligue des champions face à Galatasaray après s'être joué de la défense turque (victoire 4-1). Lors du quart de finale aller de la Ligue des champions face au Borussia Dortmund, Isco participe à la belle prestation de son équipe qui remporte le match 3-0 en marquant d'une frappe croisée de l'extérieur de la surface (sa spécialité). Le 16 avril 2014, Isco remporte la Coupe du Roi face au FC Barcelone avant de remporter la Ligue des champions le 24 mai 2014 face à l'Atlético Madrid. Il termine la saison avec un bilan de 53 matches 11 buts et 7 passes décisives toutes compétition confondues.
La saison suivante s'annonce plus compliquée pour Isco avec l'arrivée du champion du monde Toni Kroos et de James Rodríguez. Isco devra patienter jusqu'au cinquième match officiel de son équipe pour connaître sa première titularisation face à la Real Sociedad (défaite 4-2). Le 20 septembre 2014, face au Deportivo La Corogne, il entre en jeu et délivre deux passes décisives (victoire 8-2). Il profite de la blessure de Gareth Bale pour enchaîner les titularisations et marque son premier but de la saison face à Levante lors de la 8e journée de championnat et délivre une passe décisive à la star de l'équipe Cristiano Ronaldo lors de ce même match (victoire 5-0). Le 20 décembre 2014, il remporte la Coupe du monde des clubs de la FIFA face au club argentin de San Lorenzo, compétition durant laquelle il prend part à deux matchs pour un but et une passe décisive. À la suite des blessures consécutives de James Rodríguez et de Luka Modrić lors de la deuxième partie de saison, Isco gagne en temps de jeu et devient l'un des meilleurs joueurs de l'équipe lors de cette période. Individuellement, Isco réussit sa deuxième saison au Real Madrid, malgré de nombreux échecs collectifs comme la seconde place en Liga BBVA ou l'élimination en demi-finale de la Ligue des champions face à la Juventus FC, et termine la saison avec 6 buts et 11 passes décisives.
Avec l'arrivée de Rafael Benítez, Isco est beaucoup utilisé lors de la première partie de la saison. Le 21 novembre 2015, lors du Clásico, le Real Madrid mené 4-0 est pénalisé par l'expulsion d'Isco après un gros tacle sur Neymar alors qu'il venait d'entrer en jeu. Zinédine Zidane remplace Rafael Benítez à la mi-saison, la deuxième partie est plus difficile mais Isco continue de jouer. Au terme d'une saison cette fois-ci en gagnant la Ligue des champions, Isco a prouvé qu'il pouvait jouer.
Au cours de la saison 2016-2017, Isco se montre très précieux et profite notamment des blessures de ses coéquipiers pour faire pendant le derby madrilène un match en position de 9,5 ou mediapunta. Il y a de nombreuses rumeurs concernant un possible départ durant le mercato hivernal mais Isco semble décidé à s'imposer au Real Madrid même s'il n'est pas encore devenu un titulaire indiscutable. En août 2017, Isco signe un contrat de cinq ans et sa clause libératoire s'élève désormais à 700 millions d'euros,.

### Séville FC
Le 7 août 2022, il s'engage pour deux ans pour le Séville FC, après neuf années passées à Madrid.
Isco marque son premier et unique but pour Séville le 25 octobre 2022, lors d'une rencontre de Ligue des Champions face au FC Copenhague. Il est titularisé et participe à la victoire de son équipe par trois buts à zéro ce jour-là.
Le 21 décembre 2022, Isco se met d'accord avec le Séville FC afin de résilier son contrat avec le club andalou, où il aura joué un total de 19 matchs, et se retrouve alors libre.

### Real Betis Balompié
Le 26 juillet 2023, Isco s'engage en faveur du Real Betis en paraphant un contrat d'un an,,.
Isco marque son premier but pour le Betis le 27 août 2023, lors d'une rencontre de championnat face à l'Athletic Bilbao. Il est titularisé mais ne peut empêcher la défaite de son équipe par quatre buts à deux.
À la fin du mois de décembre, alors qu'il est le deuxième joueur de champ le plus utilisé par l'entraîneur Manuel Pellegrini sur la première moitié de saison, il prolonge son contrat avec le club jusqu'en juin 2027.
Il est élu Joueur du mois de la Liga en avril 2024.

### En sélection

#### Avec les jeunes
Isco participe à la Coupe du monde des moins de 17 ans en 2009 puis à la Coupe du monde des moins de 20 ans en 2011 avec les sélections espagnoles de jeunes. Il se classe troisième du mondial des moins de 17 ans organisé au Nigeria.
Avec l'équipe d'Espagne espoirs il se fait remarquer dès son premier match, le 1er septembre 2011 face à la Géorgie en marquant deux buts et délivrant une passe décisive, participant ainsi à la large victoire de son équipe par sept buts à deux. Avec les espoirs il participe notamment au championnat d'Europe en 2013. Lors de ce tournoi organisé en Israël il joue un rôle important, participant à cinq matchs en tant que titulaire. Il inscrit un but lors de la phase de groupe contre les Pays-Bas (victoire 3-0 de l'Espagne) et marque une deuxième fois en demi-finale lors de la victoire des siens contre la Norvège (3-0 score final). Enfin, lors de la finale le 18 juin 2013, il se montre encore décisif en marquant un troisième but contre l'Italie, et les Espagnoles l'emportent par quatre buts à deux. Il devient ainsi champion d'Europe espoirs.
Entre-temps, Isco participe avec l'Espagne aux Jeux olympiques d'été de 2012, ne passant pas le premier tour de la compétition.

#### Avec l'équipe A
Le 6 février 2013, il honore sa première sélection avec l'équipe nationale d'Espagne lors d'un match amical face à l'Uruguay. Il entre en jeu à la place d'Andrés Iniesta et son équipe s'impose ce jour-là par trois buts à zéro. Il joue son premier match officiel face à la Géorgie le 15 octobre 2013 (victoire 2-0 de l'Espagne). Mais, il ne joue pas assez pour prétendre à une place dans le groupe retenu pour la Coupe du monde de football 2014 au Brésil.
Après l'élimination de l'Espagne au premier tour lors de la dernière Coupe du monde, le sélectionneur Vicente del Bosque souhaite installer une nouvelle dynamique. Isco est donc rappelé en sélection après avoir manqué le Mondial 2014 pour les rencontres face à la France (défaite 1-0) et la Macédoine (victoire 5-1). Le 15 novembre 2014, face à la Biélorussie lors d'un match comptant pour les éliminatoires de l'Euro, Isco connait sa première titularisation et inscrit son premier but en sélection. Membre d'une liste provisoire de 25 joueurs espagnols sélectionnés pour disputer l'Euro 2016 en France, Isco ainsi que Saúl Ñíguez ne font pas partie de la liste définitive de 23 joueurs annoncée le 31 mai.
En septembre 2017, Isco est repositionné par Julen Lopetegui comme avant-centre de la Roja pour le match décisif des éliminatoires de la Coupe du monde 2018 contre l'Italie. Isco, pourtant habitué à jouer milieu offensif, se montre inspiré devant le but en inscrivant un doublé dont un coup franc qui permet aux Espagnols de prendre la première place de leur groupe. Sa performance est unanimement acclamée par la presse,. Le 27 mars 2018, Isco participe au large succès 6-1 de la Roja en réalisant un triplé contre l'Argentine en match amical.
Au début de la Coupe du monde de football 2018 en Russie, Isco et son coéquipier en sélection Gerard Piqué ont reçu le prix People for the Ethical Treatment of Animals (PETA) avec le titre de « Héros des animaux » pour avoir sauvé un petit oiseau blessé sur le terrain avant le début d'un match. Durant le troisième match de poules face au Maroc, il inscrivit le premier but de la partie sur une passe d'Andrés Iniesta.

## Style de jeu
Isco est un milieu de terrain offensif polyvalent, capable de jouer au centre comme sur les côtés. Il peut occuper le poste de meneur de jeu, mais aussi celui de milieu relayeur. Joueur très technique et passeur inspiré, il délivre de nombreuses passes vers ses coéquipiers. L'Espagnol possède une frappe de balle qui lui permet de marquer de nombreux buts en dehors de la surface.
Son jeu lui vaut d'être comparé au milieu Blaugrana Andrés Iniesta, qu'il considère comme un de ses joueurs préférés avec Xavi Hernández. Appréciant la comparaison avec le Barcelonais, Isco explique tout de même : « Il est très facile de s'entendre avec Andrés. C'est un honneur d'être comparé à lui, mais chaque personne est unique et je veux écrire ma propre histoire en club et en sélection ».

## Statistiques

### Statistiques détaillées
| Saison                | Club                  | Championnat           | Championnat | Championnat | Championnat | Coupe(s) nationale(s) | Coupe(s) nationale(s) | Coupe(s) nationale(s) | Supercoupe | Supercoupe | Supercoupe | Compétition(s) continentale(s) | Compétition(s) continentale(s) | Compétition(s) continentale(s) | Compétition(s) continentale(s) | Supercoupe UEFA | Supercoupe UEFA | Supercoupe UEFA | Coupe du monde des clubs | Coupe du monde des clubs | Coupe du monde des clubs | Espagne | Espagne | Espagne | Total | Total | Total |
| Saison                | Club                  | Division              | M.          | B.          | P.d.        | M.                    | B.                    | P.d.                  | M.         | B.         | P.d.       | Comp.                          | M.                             | B.                             | P.d.                           | M.              | B.              | P.d.            | M.                       | B.                       | P.d.                     | M.      | B.      | P.d.    | M.    | B.    | P.d.  |
| 2010-2011             | Valence CF            | Liga                  | 4           | 0           | 0           | 1                     | 2                     | 0                     | -          | -          | -          | C1                             | 2                              | 0                              | 0                              | -               | -               | -               | -                        | -                        | -                        | -       | -       | -       | 7     | 2     | 0     |
| 2011-2012             | Málaga CF             | Liga                  | 32          | 5           | 4           | 3                     | 0                     | 0                     | -          | -          | -          | -                              | -                              | -                              | -                              | -               | -               | -               | -                        | -                        | -                        | -       | -       | -       | 35    | 5     | 4     |
| 2012-2013             | Málaga CF             | Liga                  | 37          | 9           | 1           | -                     | -                     | -                     | -          | -          | -          | C1                             | 10                             | 3                              | 5                              | -               | -               | -               | -                        | -                        | -                        | 1       | 0       | 0       | 48    | 12    | 6     |
| Sous-total            | Sous-total            | Sous-total            | 69          | 14          | 5           | 3                     | 0                     | 0                     | -          | -          | -          | -                              | 10                             | 3                              | 5                              | -               | -               | -               | -                        | -                        | -                        | 1       | 0       | 0       | 83    | 17    | 10    |
| 2013-2014             | Real Madrid CF        | Liga                  | 32          | 8           | 6           | 9                     | 0                     | 0                     | -          | -          | -          | C1                             | 12                             | 3                              | 1                              | -               | -               | -               | -                        | -                        | -                        | 1       | 0       | 0       | 54    | 11    | 7     |
| 2014-2015             | Real Madrid CF        | Liga                  | 34          | 4           | 9           | 4                     | 1                     | 3                     | 1          | 0          | 0          | C1                             | 11                             | 0                              | 0                              | 1               | 0               | 0               | 2                        | 1                        | 1                        | 8       | 1       | 0       | 61    | 7     | 13    |
| 2015-2016             | Real Madrid CF        | Liga                  | 31          | 3           | 7           | 1                     | 2                     | 0                     | -          | -          | -          | C1                             | 11                             | 0                              | 3                              | -               | -               | -               | -                        | -                        | -                        | 4       | 0       | 0       | 47    | 5     | 10    |
| 2016-2017             | Real Madrid CF        | Liga                  | 30          | 10          | 8           | 4                     | 0                     | 1                     | -          | -          | -          | C1                             | 6                              | 1                              | 0                              | 1               | 0               | 0               | 1                        | 0                        | 0                        | 6       | 2       | 1       | 48    | 13    | 10    |
| 2017-2018             | Real Madrid CF        | Liga                  | 30          | 7           | 7           | 4                     | 1                     | 0                     | 1          | 0          | 1          | C1                             | 11                             | 0                              | 2                              | 1               | 1               | 0               | 2                        | 0                        | 0                        | 12      | 8       | 1       | 61    | 17    | 11    |
| 2018-2019             | Real Madrid CF        | Liga                  | 27          | 3           | 1           | 4                     | 2                     | 0                     | -          | -          | -          | C1                             | 4                              | 1                              | 0                              | 1               | 0               | 0               | 1                        | 0                        | 0                        | 6       | 1       | 2       | 43    | 7     | 3     |
| 2019-2020             | Real Madrid CF        | Liga                  | 23          | 1           | 2           | 1                     | 0                     | 0                     | 2          | 1          | 0          | C1                             | 4                              | 1                              | 0                              | -               | -               | -               | -                        | -                        | -                        | -       | -       | -       | 30    | 3     | 2     |
| 2020-2021             | Real Madrid CF        | Liga                  | 25          | 0           | 2           | 1                     | 0                     | 0                     | -          | -          | -          | C1                             | 3                              | 0                              | 0                              | -               | -               | -               | -                        | -                        | -                        | -       | -       | -       | 29    | 0     | 2     |
| 2021-2022             | Real Madrid CF        | Liga                  | 14          | 1           | 0           | 3                     | 1                     | 0                     | -          | -          | -          | C1                             | -                              | -                              | -                              | -               | -               | -               | -                        | -                        | -                        | -       | -       | -       | 17    | 2     | 0     |
| Sous-total            | Sous-total            | Sous-total            | 246         | 37          | 42          | 31                    | 7                     | 4                     | 4          | 1          | 1          | -                              | 62                             | 6                              | 6                              | 4               | 1               | 0               | 6                        | 1                        | 1                        | 37      | 12      | 4       | 390   | 65    | 58    |
| 2022-2023             | Séville FC            | Liga                  | 12          | 0           | 2           | 1                     | 0                     | 0                     | -          | -          | -          | C1                             | 6                              | 1                              | 1                              | -               | -               | -               | -                        | -                        | -                        | -       | -       | -       | 19    | 1     | 3     |
| Sous-total            | Sous-total            | Sous-total            | 12          | 0           | 2           | 1                     | 0                     | 0                     | -          | -          | -          | -                              | 6                              | 1                              | 1                              | -               | -               | -               | -                        | -                        | -                        | -       | -       | -       | 19    | 1     | 3     |
| 2023-2024             | Real Betis            | Liga                  | 29          | 8           | 6           | 1                     | 0                     | 0                     | -          | -          | -          | C3                             | 6                              | 1                              | 2                              | -               | -               | -               | -                        | -                        | -                        | -       | -       | -       | 36    | 9     | 8     |
| 2024-2025             | Real Betis            | Liga                  | 22          | 9           | 7           | 2                     | 1                     | 0                     | -          | -          | -          | C4                             | 9                              | 2                              | 3                              | -               | -               | -               | -                        | -                        | -                        | 1       | 0       | 0       | 34    | 12    | 10    |
| Sous-total            | Sous-total            | Sous-total            | 51          | 17          | 13          | 3                     | 1                     | 0                     | -          | -          | -          | -                              | 15                             | 3                              | 3                              | -               | -               | -               | -                        | -                        | -                        | 1       | 0       | 0       | 70    | 21    | 16    |
| Total sur la carrière | Total sur la carrière | Total sur la carrière | 381         | 68          | 61          | 39                    | 8                     | 4                     | 4          | 1          | 1          | -                              | 95                             | 13                             | 17                             | 4               | 1               | 0               | 6                        | 1                        | 1                        | 39      | 12      | 4       | 568   | 104   | 88    |

### En sélection nationale
| Saison                | Sélection             | Phases finales                | Phases finales | Phases finales | Phases finales | Éliminatoires | Éliminatoires | Éliminatoires | Matchs amicaux | Matchs amicaux | Matchs amicaux | Total | Total | Total |
| Saison                | Sélection             | Compétition                   | M              | B              | Pd             | M             | B             | Pd            | M              | B              | Pd             | M     | B     | Pd    |
| --------------------- | --------------------- | ----------------------------- | -------------- | -------------- | -------------- | ------------- | ------------- | ------------- | -------------- | -------------- | -------------- | ----- | ----- | ----- |
| 2011-2012             | Espagne               | Euro 2012                     | -              | -              | -              | -             | -             | -             | 0              | 0              | 0              | 0     | 0     | 0     |
| 2012-2013             | Espagne               | Coupe des confédérations 2013 | -              | -              | -              | 0             | 0             | 0             | 1              | 0              | 0              | 1     | 0     | 0     |
| 2013-2014             | Espagne               | Coupe du monde 2014           | -              | -              | -              | 1             | 0             | 0             | 0              | 0              | 0              | 1     | 0     | 0     |
| 2014-2015             | Espagne               | -                             | -              | -              | -              | 4             | 1             | 0             | 4              | 0              | 0              | 8     | 1     | 0     |
| 2015-2016             | Espagne               | Euro 2016                     | -              | -              | -              | 2             | 0             | 0             | 2              | 0              | 0              | 4     | 0     | 0     |
| 2016-2017             | Espagne               | -                             | -              | -              | -              | 4             | 1             | 1             | 2              | 1              | 0              | 6     | 2     | 1     |
| 2017-2018             | Espagne               | Coupe du monde 2018           | 4              | 1              | 0              | 4             | 4             | 1             | 4              | 3              | 0              | 12    | 8     | 1     |
| 2018-2019             | Espagne               | Ligue des nations             | 3              | 1              | 1              | 2             | 0             | 1             | 1              | 0              | 0              | 6     | 1     | 2     |
| Total sur la carrière | Total sur la carrière | Total sur la carrière         | 7              | 2              | 1              | 17            | 6             | 3             | 14             | 4              | 0              | 38    | 12    | 4     |

### Buts internationaux
| Buts internationaux de Isco | Buts internationaux de Isco | Buts internationaux de Isco                | Buts internationaux de Isco | Buts internationaux de Isco | Buts internationaux de Isco | Buts internationaux de Isco       |
| 0                           | Date                        | Lieu                                       | Adversaire                  | Score                       | Résultats                   | Compétitions                      |
| --------------------------- | --------------------------- | ------------------------------------------ | --------------------------- | --------------------------- | --------------------------- | --------------------------------- |
| 1                           | 15 novembre 2014            | Stade Nuevo Colombino, Huelva, Espagne     | Biélorussie                 | 1-0                         | 3-0                         | Éliminatoires Euro 2016           |
| 2                           | 15 novembre 2016            | Wembley Stadium, Wembley, Angleterre       | Angleterre                  | 2-2                         | 2-2                         | Match amical                      |
| 3                           | 24 mars 2017                | Stade El Molinón, Gijón, Espagne           | Israël                      | 4-1                         | 4-1                         | Éliminatoires Coupe du monde 2018 |
| 4                           | 2 septembre 2017            | Stade Santiago-Bernabéu, Madrid, Espagne   | Italie                      | 1-0                         | 3-0                         | Éliminatoires Coupe du monde 2018 |
| 5                           | 2 septembre 2017            | Stade Santiago-Bernabéu, Madrid, Espagne   | Italie                      | 2-0                         | 3-0                         | Éliminatoires Coupe du monde 2018 |
| 6                           | 5 septembre 2017            | Rheinpark Stadion, Vaduz, Liechtenstein    | Liechtenstein               | 0-3                         | 0-8                         | Éliminatoires Coupe du monde 2018 |
| 7                           | 6 octobre 2017              | Estadio José Rico Pérez, Alicante, Espagne | Albanie                     | 2-0                         | 3-0                         | Éliminatoires Coupe du monde 2018 |
| 8                           | 27 mars 2018                | Stade Wanda Metropolitano, Madrid, Espagne | Argentine                   | 2-0                         | 6-1                         | Match amical                      |
| 9                           | 27 mars 2018                | Stade Wanda Metropolitano, Madrid, Espagne | Argentine                   | 3-1                         | 6-1                         | Match amical                      |
| 10                          | 27 mars 2018                | Stade Wanda Metropolitano, Madrid, Espagne | Argentine                   | 6-1                         | 6-1                         | Match amical                      |
| 11                          | 25 juin 2018                | Baltika Arena, Kaliningrad, Russie         | Maroc                       | 1-1                         | 2-2                         | Coupe du monde 2018               |
| 12                          | 11 septembre 2018           | Stade Martínez Valero, Elche, Espagne      | Croatie                     | 6-0                         | 6-0                         | Ligue des nations 2018-2019       |

## Palmarès

### En club

#### Real Madrid
- Championnat d'Espagne (3)
  - Champion : 2017, 2020 et 2022.
- Coupe d'Espagne (1)
  - Vainqueur : 2014.
- Supercoupe d'Espagne (3) : 
  - Vainqueur : 2017, 2020 et 2022.
- Ligue des champions de l'UEFA (5)[41]
  - Vainqueur : 2014, 2016, 2017, 2018, 2022[42]
- Supercoupe de l'UEFA (3)
  - Vainqueur : 2014, 2016 et 2017.
  - Finaliste : 2018.
- Coupe du monde des clubs de la FIFA (4)
  - Vainqueur : 2014, 2016, 2017 et 2018.

### En sélection

#### Espagne -17 ans
- Coupe du monde des moins de 17 ans :
  - Troisième : 2009.

#### Espagne espoirs
- Euro espoirs :
  - Vainqueur : 2013.

### Distinctions personnelles
- Golden Boy en 2012[43].
- Meilleur joueur de la Supercoupe de l'UEFA en 2017.
- Trophée Bravo du meilleur jeune joueur d'Europe en 2013[44].
- Prix LFP du meilleur révélation de l'année du championnat d'Espagne en 2011-2012.
- Membre de l'équipe type de la Ligue des champions de l'UEFA en 2017.
- Joueur du mois de la Liga en Avril 2024 et en Mars 2025.
- Meilleur joueur de la Ligue Conférence 2025

## Vie privée
Le 16 août 2014, Isco devient papa d'un petit Isco Junior, fruit de sa relation avec Victoria Calderón. Un peu plus d'un an plus tard, le couple se sépare.
En 2017, il se met en couple avec l'actrice espagnole Sara Sálamo. Le 11 juillet 2019, elle donne naissance à leur fils, Theo.
Leur deuxième enfant commun, Piero, naît le 30 décembre 2020.